# Église Saint-Casimir de Varsovie
L’église Saint-Casimir (en polonais : Kościół świenta Kazimierza) est une église catholique située à Varsovie en Pologne.

## Histoire
La reine Marie Casimire récupère le palais Kotowski, construit par Tylman van Gameren en 1682, pour le transformer en monastère de religieuses bénédictines en 1688. Sa petite-fille Marie-Charlotte Sobieska y est enterrée dans un tombeau sculpté par Lorenzo Mattielli. Détruite par un bombardement allemand en 1944, elle sera reconstruite dans son état initial de 1948 à 1952.

## Monument de la Duchesse de BouillonMarie-Charlotte Sobieska

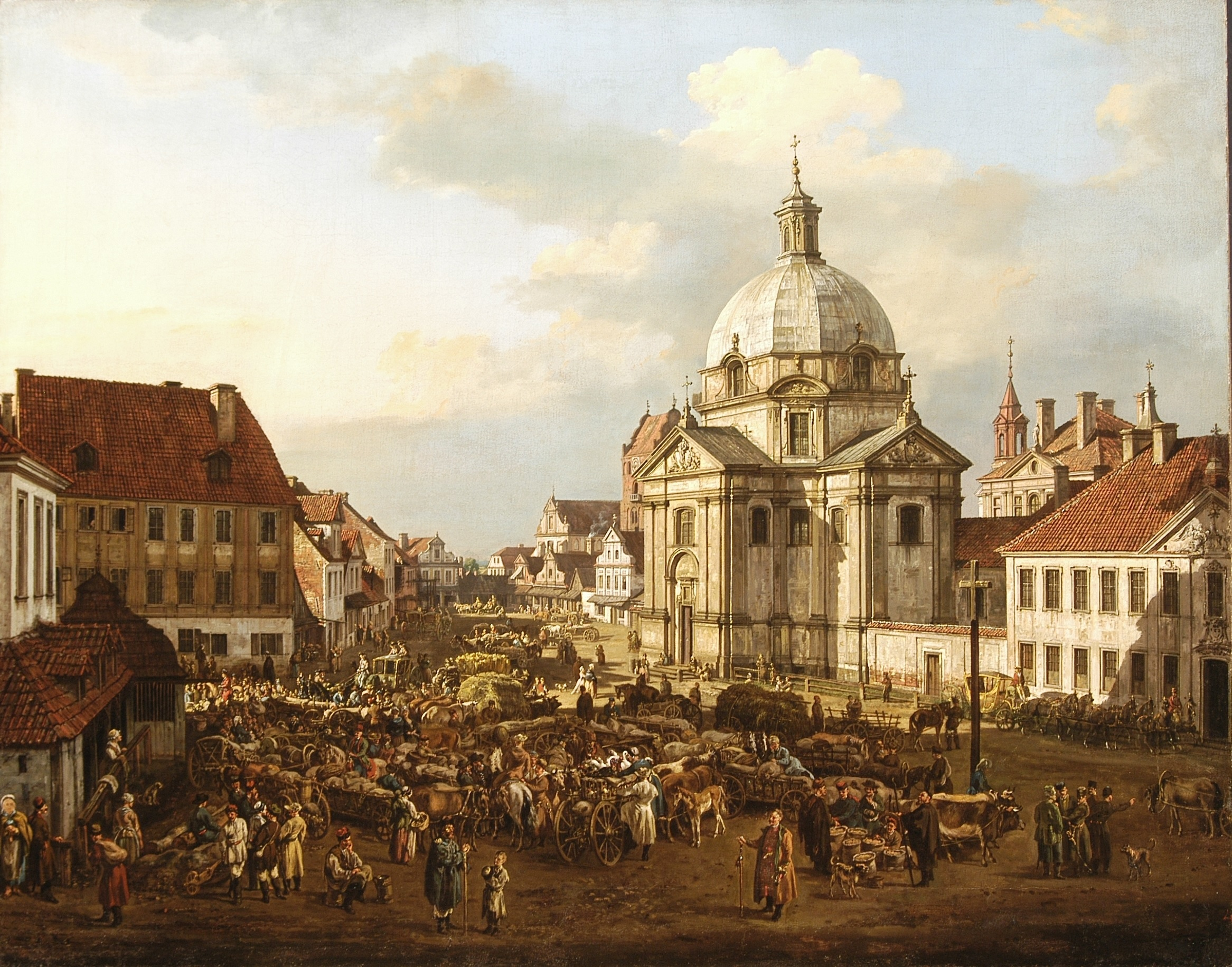
Place du marché de Varsovie avec l'église Saint-Casimir, par Canaletto, 1770.
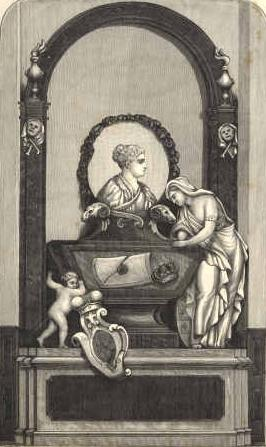
Gravure du XIXe siècle.
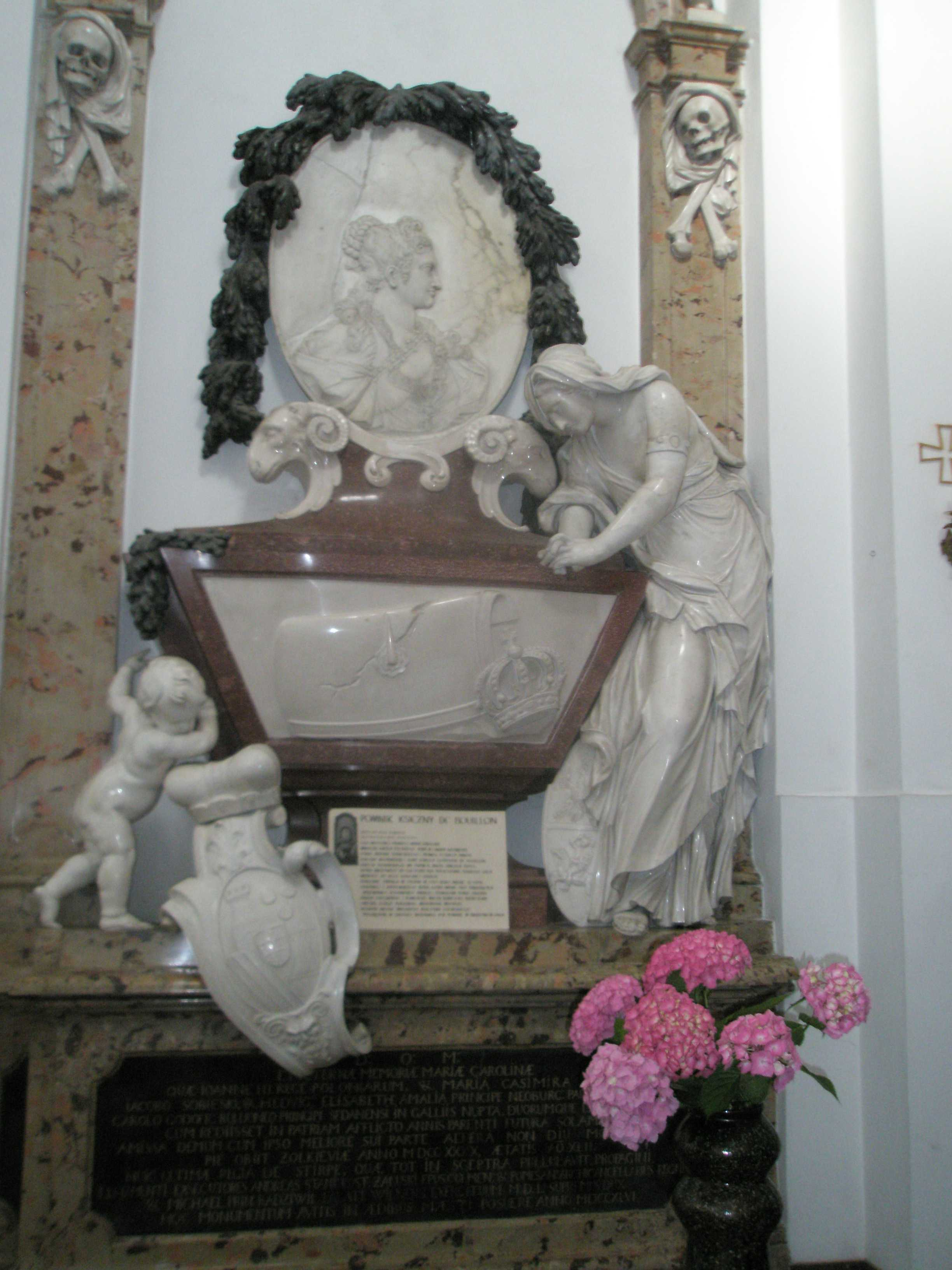
Vue générale.
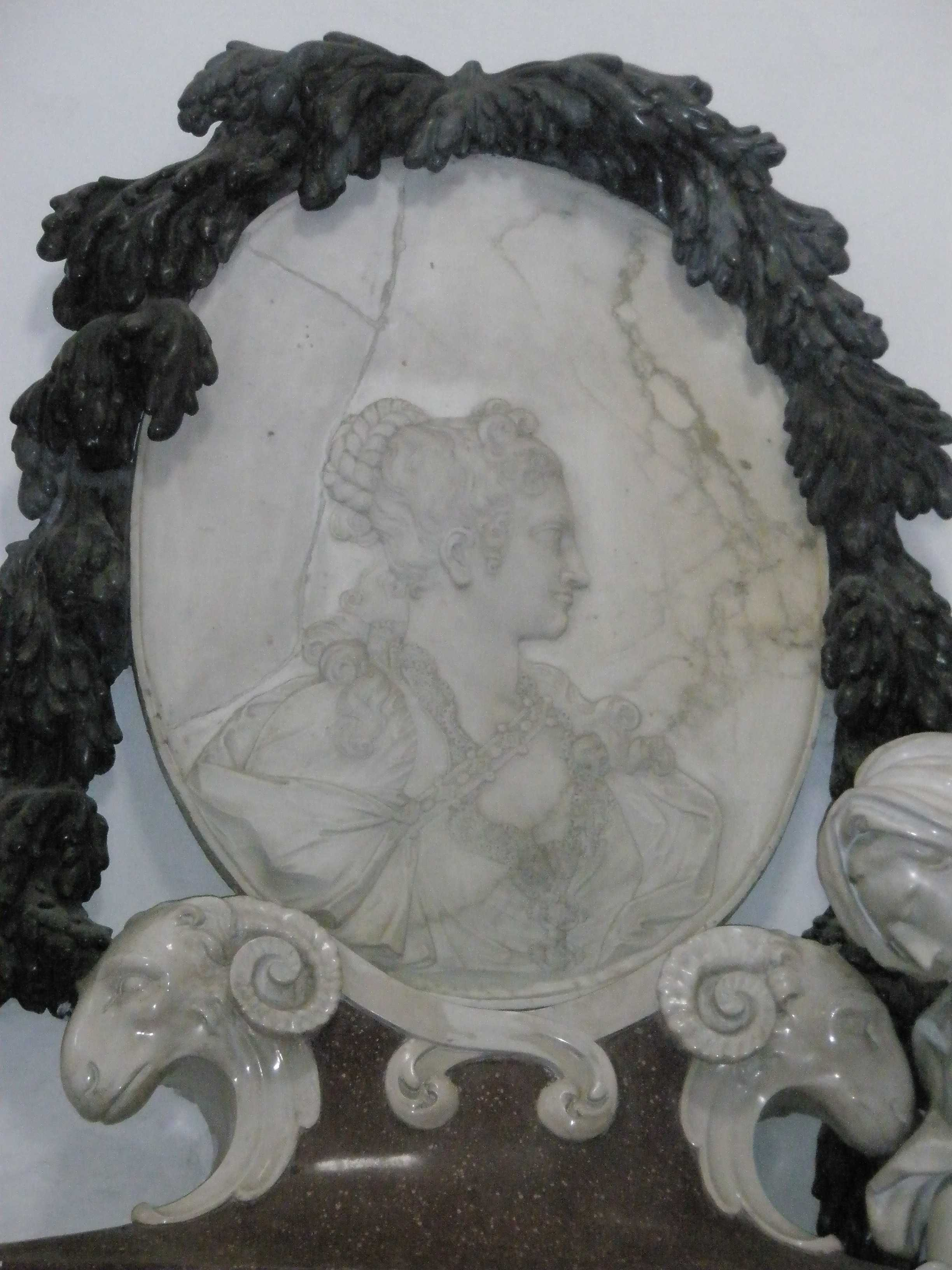
Buste de Charlotte.

## Images

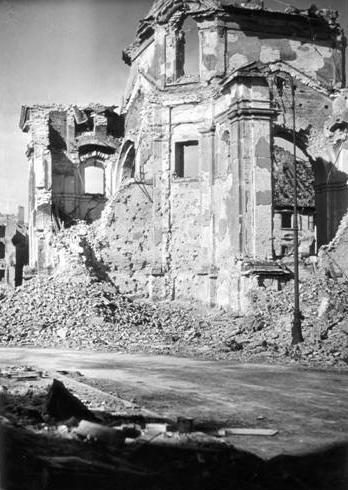
Ruines de l'église après la 2e GM
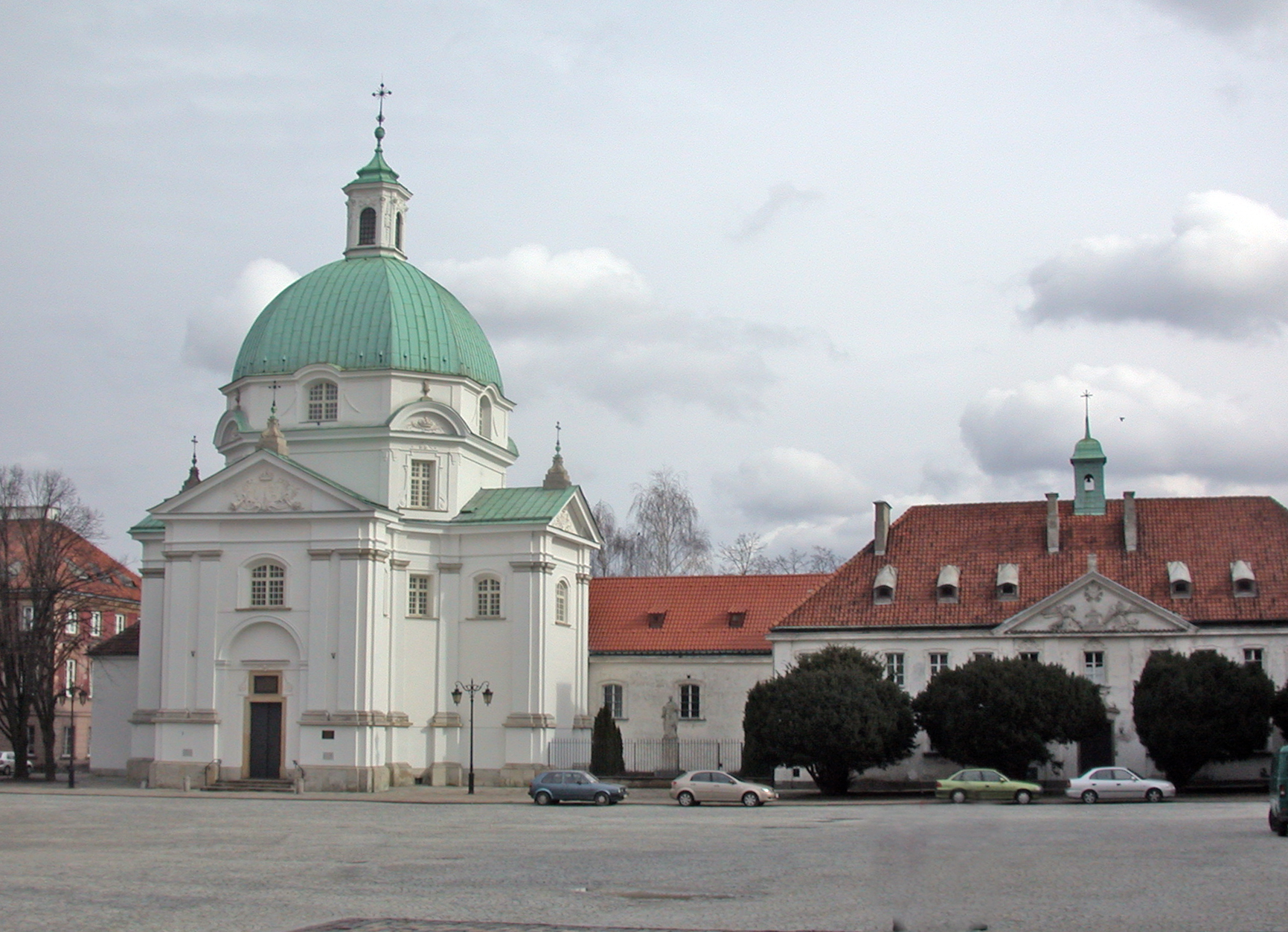
L'église sur la place de la ville neuve
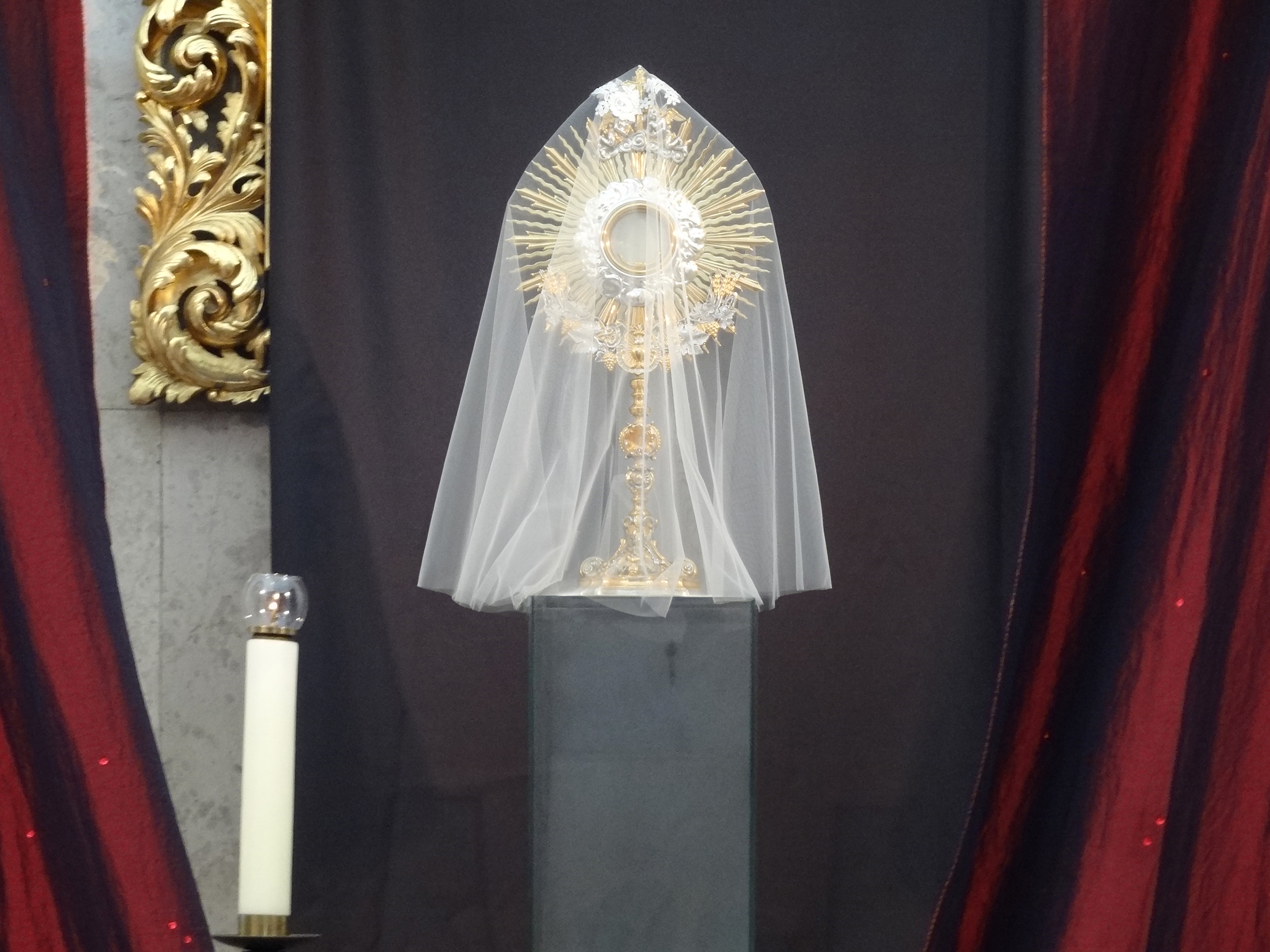
La la scène du Sépulcre du Seigneur (frag.) le Samedi Saint